# Condroblastoma
Condroblastoma ou tumor de Condman é um tumor ósseo primário raro, geralmente benigno, pouco agressivo e de crescimento lento. Se origina de células imaturas da cartilagem (condroblastos) e geralmente aparece nos extremos (epífises) de ossos largos como o fêmur, tíbia ou úmero.

## Causa
Estudos indicam que o problema pode estar em alterações no cromossomo 5 e 8, em mutação do p53 ou ainda nos genes 2q35, 3q21-23 ou 18q21. Não há consenso sobre os fatores de risco. 

## Sinais e sintomas
Os sintomas mais comuns são:
- Dor óssea por longos períodos (80%), que podem durar meses ou anos, e pode ser leve, moderada ou intensa;
- Massa palpável no local afetado (20%);
- Dificuldade de mover as articulações envolvidas (10 a 12%). Quando afeta ossos da perna (fêmur ou tíbia) e pode causar dificuldade para andar, correr e subir escadas;
- Raramente causa inchaço da articulação (artrite) ou induz atrofia muscular (3 a 5%).

## Diagnóstico
Pode ser localizado e medido com uma radiografia(RX), tomografia computadorizada (TC), ressonância magnética (MRI) ou cintilografia óssea, mas necessita uma biópsia para ser diferenciada de outros tumores ósseos. Exibem cartilagem imatura, células gigantes e edema medular assim como um fibroma condromixoide, mas geralmente podem ser diferenciados por sua localização. 

## Epidemiologia
Geralmente aparece em adolescentes ou adultos jovens, menores de 30 anos (média de idade ao diagnóstico: 15 anos) e é duas vezes mais comum em homens. Representam apenas 1% dos tumores ósseos.

## Tratamento
O procedimento cirúrgico para tratar um condroblastoma pode ser feito com:
- Raspagem com uma cureta (curetagem);
- Auto-enxerto ósseo ou transplante ósseo sobre a lesão curetadas;
- Substituição de polimetilmetacrilato ou implantação de gordura como enxerto ósseo;
- Cauterização química (com fenol) da lesão curetadas;
- Crioterapia nitrogênio líquido;
- Ressecção marginal ou ampla.
- Fisioterapia